# Dendromus nyasae
Dendromus nyasae é uma espécie de roedor da família Nesomyidae.
Pode ser encontrada no Burundi, República Democrática do Congo, Ruanda e Uganda. Foi sinonimizada com D. mesomelas na nova listagem IUCN 2008. E o táxon kivu, anteriormente considerada um sinônimo, foi elevado a espécie distinta.
Os seus habitats naturais são: regiões subtropicais ou tropicais húmidas de alta altitude, campos de altitude subtropicais ou tropicais, pântanos, terras aráveis e plantações.